# Josef Anton Trčka

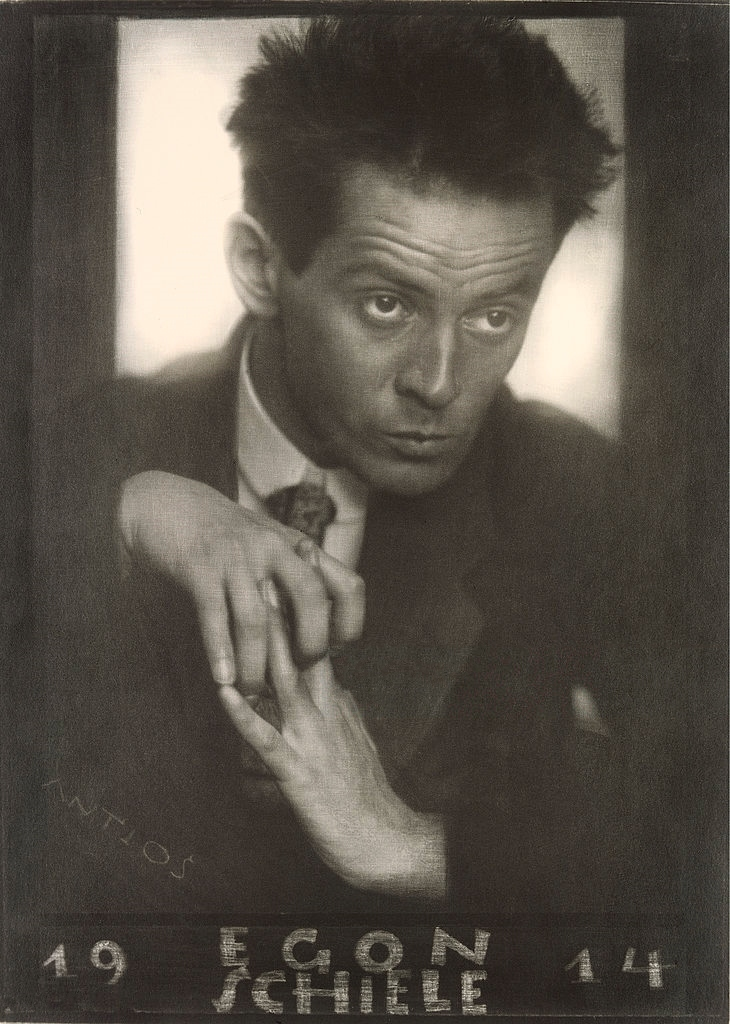
Josef Anton Trčka: Egon Schiele, 1914

Josef Anton Trčka, Antios (7. září 1893 Vídeň - 16. března 1940, tamtéž) byl český fotograf, malíř, grafik, sochař, kreslíř, písmotvůrce, návrhář gobelínů a stříbrných šperků, sběratel lidového moravského umění, příležitostný starožitník, básník a filozof. Byl představitelem vídeňské moderny, uměleckého směru, který ovlivnil evropskou kulturu 20. století. Řadí se mezi průkopníky portrétní fotografie své doby (do roku 1918) jako byli například Jozef Božetech Klemens, Bedřich Anděl, Jindřich Eckert, František Fridrich, Jan Langhans, Eduard Kozič, Karol Divald, Alfons Mucha, Vladimír Jindřich Bufka, Wilhelm Horn nebo Karel Novák.

## Život a dílo
Narodil se jako nejstarší syn a měl dva sourozence. Téměř celý tvůrčí život prožil ve Vídni, ale jeho rodiče pocházeli z Moravy. Otec pocházel z Jilmoví u Tišnova a jeho matka z Černína, později se přestěhovala do Jevišovic. Asi v roce 1910 se Trčka rozhodl studovat na odborné fotografické škole Graphische Lehr- und Versuchsanstalt ve Vídni, jedné z nejlepších v Evropě. Shodou okolností na škole působil i profesor Karel Novák, ve své době jedna z nejvýznamnějších osobností počátků umělecké fotografie.
V roce 1914 získal možnost portrétovat několik předních osobností vídeňské moderny. Mezi nimi nechyběl například Gustav Klimt, Petr Alternberg nebo tehdy 50letý Josef Svatopluk Machar. Avšak vrcholem Trčkových předválečných fotografických zakázek je série portrétů Egona Schieleho, ve které se zaměřil na mimiku obličeje a gesta rukou. Se Schielem se společně sblížili, ale přátelství netrvalo dlouho, po malířově smrti roku 1918 Trčka namaloval jeho posmrtný portrét a fotografie Trčka u opuštěného Schieleho obrazu.
Ve dvacátých letech se odstěhoval do Prahy, ale nedostal vysněné místo učitele po boku Karla Nováka. V roce 1923 uspořádal v Praze výstavu, o rok později pozval do Vídně skupinu Tvrdošíjných, Vlastislava Hofmana, Rudolfa Kremličku, Václava Špálu, Jana Zrzavého. Vystavoval s nimi jako mrtvý Antios a živý Antonín Trčka.
V dalších letech jej ovlivnila antropozofie. Filosofoval například s Jakubem Demlem nebo s básnířkou Annou Pammrovou. Svými obrazy se podílel na výstavě česko-vídeňských umělců v Praze, další výstavu chystal v Brně.
Na konci 20. let provozoval vlastní fotografický ateliér, ve kterém vznikla výjimečná kolekce aktů, tanečních snímků a portrétů, které ho živily. Snímky podobné kvality vznikaly v Evropě jen na několika místech - v Paříži, Drážďanech a v Praze. Ve 30. letech založil nový ateliér na Alserstrasse 35 v centru Vídně, ve kterém se scházeli malíři, básníci, fotografové, filozofové i milovníci starožitností.
Trčka hodně fotografoval, pátral po zbytcích lidového umění, zapisoval lidové pohádky a písně, byl vnořen do sebe a budoucnost světa neviděl optimisticky. Záchranu hledal v nekonečné činorodosti a filozofii. Po anexi Rakouska hitlerovským Německem měl konflikty s gestapem a v březnu 1940 neočekávaně zemřel po nehodě s kamny v domácnosti.

## Galerie

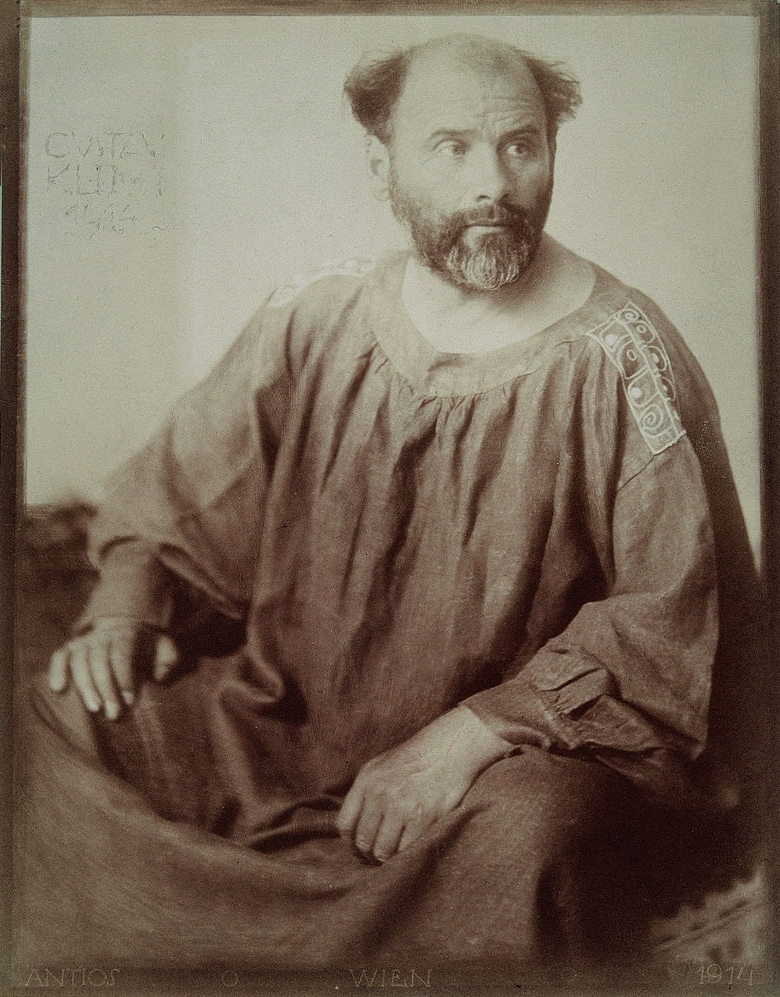
Gustav Klimt, 1914
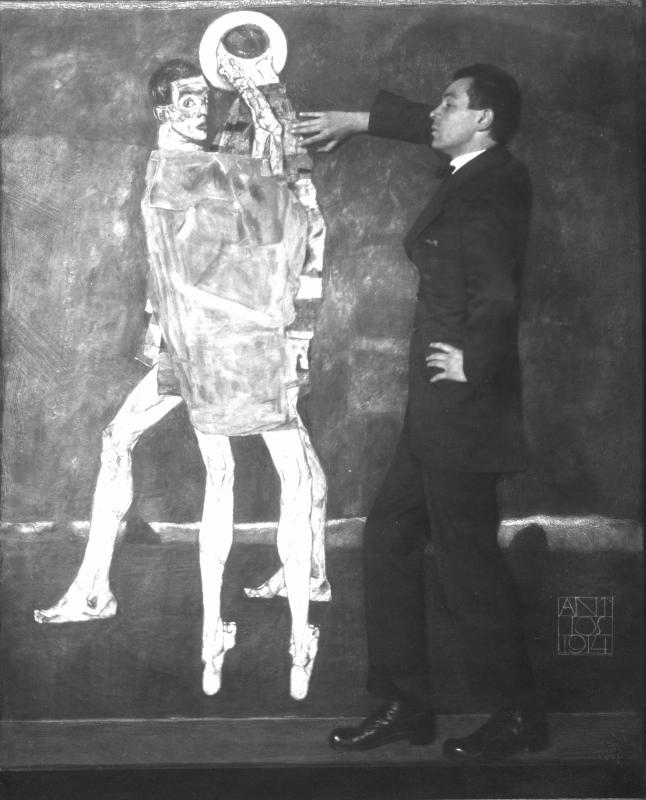
Egon Schiele, 1914
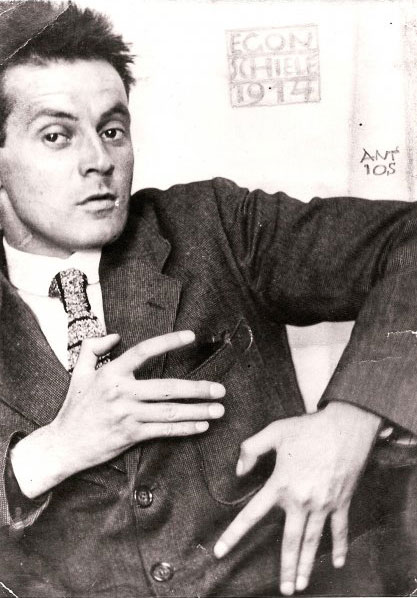
Egon Schiele, 1914
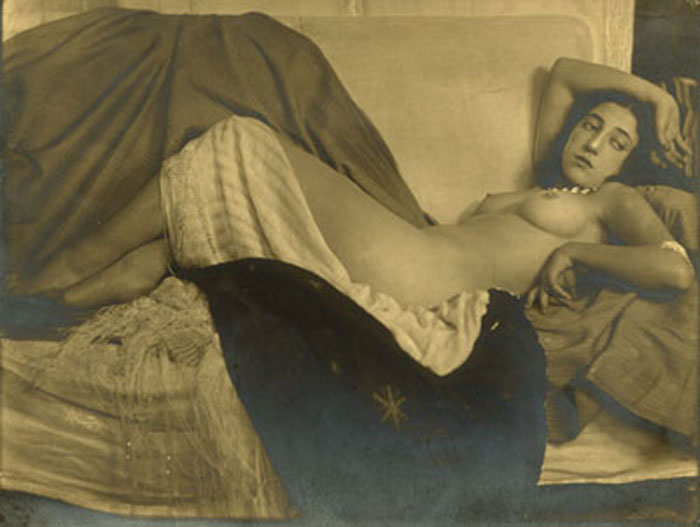
Akt, 1926
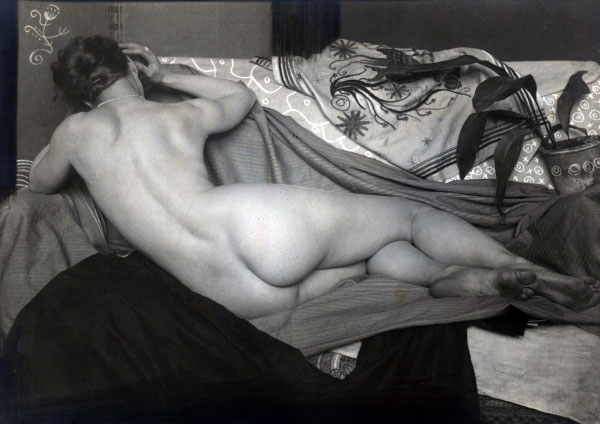
Akt
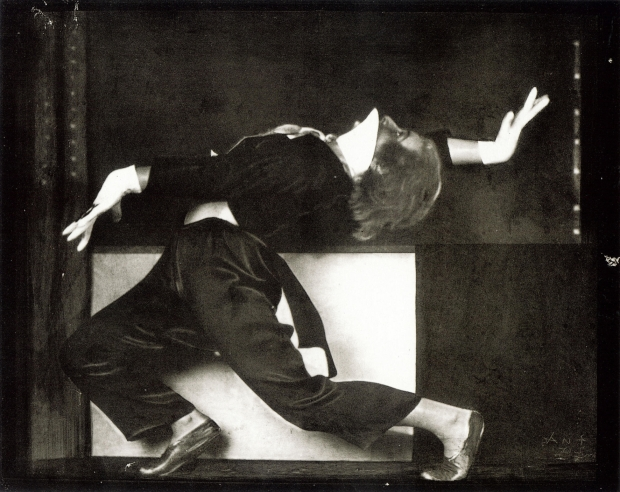
Hilde Holger, 1926
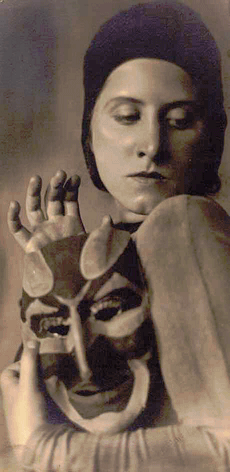
Hilde Holger, 1925